# Zhoucheng (ort i Kina)
Zhoucheng är en ort i Kina. Den ligger i provinsen Shandong, i den östra delen av landet, omkring 100 kilometer sydväst om provinshuvudstaden Jinan.
Runt Zhoucheng är det tätbefolkat, med 819 invånare per kvadratkilometer. Det finns inga andra samhällen i närheten. Trakten runt Zhoucheng består till största delen av jordbruksmark.
Genomsnittlig årsnederbörd är 667 millimeter. Den regnigaste månaden är juli, med i genomsnitt 208 mm nederbörd, och den torraste är januari, med 2 mm nederbörd.